# Krameria
Genre
Classification phylogénétique
Le genre Krameria comprend une à deux douzaines d'espèces pérennes herbacées ou arbustives, à feuilles alternes, des régions tempérées à tropicales, originaires des Amériques.

## Espèces
- Krameria argentea
- Krameria cistoidea
- Krameria cytisoides
- Krameria erecta Willd. ex Schult. & Schult.f.
- Krameria grandiflora
- Krameria grayi Rose et Painter
- Krameria ixine L.
- Krameria lanceolata Torr.
- Krameria lappacea (Dombey) Burdet & B.B.Simpson (= Krameria triandra Ruiz & Pav.)
- Krameria pauciflora
- Krameria paucifolia
- Krameria ramosissima (Gray) S. Wats.
- Krameria revoluta
- Krameria secundiflora
- Krameria sonorae
- Krameria spartioides
- Krameria tomentosa
- Krameria triandra, synonyme de Krameria lappacea (Dombey) Burdet & B.B.Simpson